# Sony YAY!
Sony YAY! é um canal de televisão pago indiano dirigido a crianças, operado pela Sony Pictures Networks India.

## História
O canal foi lançado em 18 de abril de 2017 substituindo a versão local do Animax, e está disponível em tamil, telugu, inglês, hindi, kannada, bengali e marathi. Após o rebrand, a Sony Pictures Networks anunciou seus planos de migrar toda a programação de anime apresentada no Animax como conteúdo pago para sua plataforma digital Sony LIV. Além disso, a empresa também afirmou que o Animax Asia foi lançado como um canal ao vivo em HD via streaming na mesma plataforma.